# Yamaha TDM 900
Yamaha TDM 900 – japoński motocykl sportowo-turystyczny typu naked bike z półowiewką, produkowany przez firmę Yamaha od 2002 roku.
Yamaha TDM 900 jest następcą Yamahy TDM 850. Motocykl trudno jest zaliczyć do jednej z wyraźnych kategorii, posiada cechy motocykla turystycznego (silnik, pozycja za kierownicą, wygoda), sportowego (moc, hamulce) oraz terenowego (nieco zwiększone przednie koło, prześwit oraz skok amortyzatora przedniego).
Na sezon 2002 przygotowano nowy motocykl, o pojemności skokowej powiększonej do 897 ccm. Zastosowano wtrysk paliwa w miejscu gaźników. Oczyszczanie spalin powierzono układowi dopalania spalin i wielofunkcyjnemu katalizatorowi montowanemu w układzie wydechowym z wysokogatunkowej stali. Skrzynię biegów wzbogacono o dodatkowe przełożenie. Podwozie - aluminiowa rama i wahacz, niezwykle lekkie, trójszprychowe obręcze z lekkiego stopu, układ hamulcowy zapożyczony ze starszej wersji (produkowanej do 2002 r.) YZF-R1. Motocykl jest 15 kg lżejszy od poprzednika. ABS jest dostępny od r. 2005.

## Dane techniczne / osiągi
- Silnik: R2
- Pojemność silnika: 897 cm³
- Moc maksymalna: 86 KM/7500 obr./min
- Maksymalny moment obrotowy: 89 Nm/6000 obr./min
- Prędkość maksymalna: 210 km/h
- Przyspieszenie 0–100 km/h: 3,7s